# 12-я гвардейская истребительная авиационная дивизия
12-я гвардейская истребительная авиационная Знаменская Краснознамённая ордена Богдана Хмельницкого дивизия (12-я гв. иад) — соединение Военно-Воздушных сил (ВВС) Вооружённых Сил РККА, принимавшее участие в боевых действиях Великой Отечественной войны.

## Наименования дивизии
- 203-я Знаменская истребительная авиационная дивизия;
- 12-я гвардейская Знаменская истребительная авиационная дивизия;
- 12-я гвардейская Знаменская Краснознамённая истребительная авиационная дивизия;
- 12-я гвардейская Знаменская Краснознамённая ордена Богдана Хмельницкого истребительная авиационная дивизия;
- Полевая почта 29658.

## Создание дивизии
Приказом НКО СССР за образцовое выполнение заданий командования и проявленные при этом мужество и героизм 203-я Знаменская истребительная авиационная дивизия переименована в 12-ю гвардейскую Знаменскую истребительную авиационную дивизию.

## Расформирование дивизии
12-я гвардейская Знаменская Краснознамённая ордена Богдана Хмельницкого истребительная авиационная дивизия 27 января 1947 года расформирована

## В действующей армии
В составе действующей армии:
- с 5 февраля 1944 года по 11 мая 1945 года[5], всего 426 дней

## Командир дивизии
- Генерал-майор авиации Баранчук Константин Гаврилович[6]. Период нахождения в должности: с 05 февраля 1944 года по март 1947 года

## В составе объединений
| Дата            | Фронт (округ)            | Армия               | Корпус                                       | Примечания |
| --------------- | ------------------------ | ------------------- | -------------------------------------------- | ---------- |
| 05.02.1944 года | 2-й Украинский фронт     | 5-я воздушная армия | 1-й гвардейский штурмовой авиационный корпус | -          |
| 02.07.1944 года | 1-й Украинский фронт     | 2-я воздушная армия | 1-й гвардейский штурмовой авиационный корпус | -          |
| 10.06.1945 года | Центральная группа войск | 2-я воздушная армия | 2-й истребительный авиационный корпус        | -          |
| 24.08.1945 года | Центральная группа войск | 2-я воздушная армия | 5-й истребительный авиационный корпус        | -          |
| 03.1947 года    | Центральная группа войск | 2-я воздушная армия | 5-й истребительный авиационный корпус        | -          |

## Части и отдельные подразделения дивизии
За весь период своего существования боевой состав дивизии претерпевал изменения, в различное время в её состав входили полки:
| Период                  | Наименование                                      |
| ----------------------- | ------------------------------------------------- |
| 05.02.1944 — 20.03.1947 | 152-й гвардейский истребительный авиационный полк |
| 05.02.1944 — 20.03.1947 | 153-й гвардейский истребительный авиационный полк |
| 05.02.1944 — 20.03.1947 | 156-й гвардейский истребительный авиационный полк |
| 01.12.1945 — 14.03.1947 | 89-й гвардейский истребительный авиационный полк  |

## Участие в операциях и битвах
- Корсунь-Шевченковская операция[9] — с 5 февраля 1944 года по 17 февраля 1944 года.
- Уманско-Ботошанская операция[9] — с 5 марта 1944 года по 17 апреля 1944 года.
- Львовско-Сандомирская операция[9] — с 13 июля 1944 года по 29 августа 1944 года.
- Карпатско-Дуклинская операция[9] — с 8 сентября 1944 года по 28 октября 1944 года.
- Сандомирско-Силезская операция[9] — с 12 января 1945 года по 3 февраля 1945 года.
- Нижне-Силезская операция[9] — с 8 февраля 1945 года по 24 февраля 1945 года
- Верхне-Силезская операция[9] — с 15 марта 1945 года по 31 марта 1945 года
- Берлинская операция[9] — с 16 апреля 1945 года по 8 мая 1945 года
- Пражская операция[9] — с 6 мая 1945 года по 11 мая 1945 года

## Почётные наименования
- 152-му гвардейскому истребительному авиационному полку присвоено почётное наименование «Сандомирский»[10]
- 153-му гвардейскому истребительному авиационному полку присвоено почётное наименование «Сандомирский»[10]
- 156-му гвардейскому истребительному авиационному полку присвоено почётное наименование «Львовский»[11]

## Награды
- 12-я гвардейская истребительная авиационная Знаменская дивизия за успешное выполнение заданий командования в ходе Львовско-Сандомирской наступательной операции Указом Президиума Верховного Совета СССР награждена орденом «Богдана Хмельницкого II степени».
- 12-я гвардейская истребительная авиационная Знаменская дивизия Указом Президиума Верховного Совета СССР награждена орденом «Боевого Красного Знамени».
- 152-й гвардейский истребительный авиационный Сандомирский полк Указом Президиума Верховного Совета СССР от 19 февраля 1945 года награждён орденом «Богдана Хмельницкого II степени».
- 152-й гвардейский истребительный авиационный Сандомирский ордена Богдана Хмельницкого полк Указом Президиума Верховного Совета СССР от 28 мая 1945 года награждён орденом «Александра Невского».
- 153-й гвардейский истребительный авиационный Сандомирский полк Указом Президиума Верховного Совета СССР от 5 апреля 1945 года награждён орденом «Александра Невского».
- 153-й гвардейский истребительный авиационный Сандомирский ордена Александра Невского полк Указом Президиума Верховного Совета СССР от 26 апреля 1945 года за образцовое выполнение заданий командования в боях при прорыве обороны немцев и разгроме войск противника юго-западнее Оппельн и проявленные при этом доблесть и мужество награждён орденом «Богдана Хмельницкого II степени»[12].
- 156-й гвардейский истребительный авиационный Львовский полк Указом Президиума Верховного Совета СССР от 19 февраля 1945 года награждён орденом «Богдана Хмельницкого II степени».
- 156-й гвардейский истребительный авиационный Львовский ордена Богдана Хмельницкого полк Указом Президиума Верховного Совета СССР от 26 апреля 1945 года за образцовое выполнение заданий командования в боях при прорыве обороны немцев и разгроме войск противника юго-западнее Оппельн и проявленные при этом доблесть и мужество награждён орденом Красного Знамени[12].

## Благодарности Верховного Главнокомандующего
Верховным Главнокомандующим дивизии объявлены благодарности:
- За овладение городом Сандомир и за овладение сандомирским плацдармом[13]
- За овладение городами Ченстохова, Пшедбуж и Радомско[14]
- За овладение городом Гинденбург[15]
- За овладение в Домбровском угольном районе городами Катовице, Семяновиц, Крулевска Гута (Кенигсхютте), Миколув (Николаи) и в Силезии городом Беутен[16]
- За разгром окружённой группировки противника юго-западнее Оппельна и овладении в Силезии городами Нойштадт, Козель, Штейнау, Зюльц, Краппитц, Обер-Глогау, Фалькенберг[17]

## Герои Советского Союза
| - Луганский Сергей Данилович, командир 152-го гвардейского истребительного авиационного полка 12-й гвардейской истребительной авиационной дивизии 1-го гвардейского штурмового авиационного корпуса Указом Верховного Совета СССР удостоен 1 июля 1944 года звания Дважды Герой Советского Союза. Золотая Звезда № 1981 - Андрианов Илья Филиппович, гвардии капитан, командир эскадрильи 153-го гвардейского истребительного авиационного полка 12-й гвардейской истребительной авиационной дивизии 1-го гвардейского штурмового авиационного корпуса 5-й воздушной армии 19 августа 1944 года Указом Президиума Верховного Совета СССР удостоен звания Герой Советского Союза. Золотая Звезда № 4276 - Быкасов Николай Владимирович, гвардии старший лейтенант, заместитель командира эскадрильи 156-го гвардейского истребительного авиационного полка 12-й гвардейской истребительной авиационной дивизии 1-го гвардейского штурмового авиационного корпуса 2-й воздушной армии 10 апреля 1945 года Указом Президиума Верховного Совета СССР удостоен звания Герой Советского Союза. Золотая Звезда № 6083 - Безверхий Алексей Игнатьевич, гвардии старший лейтенант, командир эскадрильи 156-го гвардейского истребительного авиационного полка 12-й гвардейской истребительной авиационной дивизии 1-го гвардейского штурмового авиационного корпуса 2-й воздушной армии 27 июня 1945 года Указом Президиума Верховного Совета СССР удостоен звания Герой Советского Союза. Золотая Звезда № 4821 - Гнездилов Иван Фёдорович, гвардии старший лейтенант, заместитель командира эскадрильи 153-го гвардейского истребительного авиационного полка 12-й гвардейской истребительной авиационной дивизии 1-го гвардейского штурмового авиационного корпуса 5-й воздушной армии 19 августа 1944 года Указом Президиума Верховного Совета СССР удостоен звания Герой Советского Союза. Золотая Звезда № 4279 - Гришин Алексей Никонович, гвардии капитан, командир эскадрильи 153-го гвардейского истребительного авиационного полка 12-й гвардейской истребительной авиационной дивизии 1-го гвардейского штурмового авиационного корпуса 2-й воздушной армии 27 июня 1945 года Указом Президиума Верховного Совета СССР удостоен звания Герой Советского Союза. Золотая Звезда № 4822 - Кузьмичёв Иван Фёдорович, гвардии майор, заместитель по политической части командира 152-го гвардейского истребительного авиационного полка 12-й гвардейской истребительной авиационной дивизии 1-го гвардейского штурмового авиационного корпуса 2-й воздушной армии 27 июня 1945 года Указом Президиума Верховного Совета СССР удостоен звания Герой Советского Союза. Золотая Звезда № 7557 - Максимов Александр Ефимович, гвардии майор, командир эскадрильи 156-го гвардейского истребительного авиационного полка 12-й гвардейской истребительной авиационной дивизии 1-го гвардейского штурмового авиационного корпуса 2-й воздушной армии 10 апреля 1945 года Указом Президиума Верховного Совета СССР удостоен звания Герой Советского Союза. Золотая Звезда № 6084 - Меншутин Евгений Петрович, гвардии лейтенант, командир звена 152-го гвардейского истребительного авиационного полка 12-й гвардейской истребительной авиационной дивизии 1-го гвардейского штурмового авиационного корпуса 2-й воздушной армии 27 июня 1945 года Указом Президиума Верховного Совета СССР удостоен звания Герой Советского Союза. Золотая Звезда № 7976 - Мерквиладзе Гарри Александрович, гвардии старший лейтенант, заместитель командира эскадрильи 152-го гвардейского истребительного авиационного полка 12-й гвардейской истребительной авиационной дивизии 1-го гвардейского штурмового авиационного корпуса 2-й воздушной армии 27 июня 1945 года Указом Президиума Верховного Совета СССР удостоен звания Герой Советского Союза. Золотая Звезда № 7919 - Павлов Алексей Николаевич, гвардии старший лейтенант, командир звена 156-го гвардейского истребительного авиационного полка 12-й гвардейской истребительной авиационной дивизии 1-го гвардейского штурмового авиационного корпуса 2-й воздушной армии 10 апреля 1945 года Указом Президиума Верховного Совета СССР удостоен звания Герой Советского Союза. Золотая Звезда № 6085 - Токаренко Михаил Кузьмич, гвардии капитан, штурман 153-го гвардейского истребительного авиационного полка 12-й гвардейской истребительной авиационной дивизии 1-го гвардейского штурмового авиационного корпуса 2-й воздушной армии 10 апреля 1945 года Указом Президиума Верховного Совета СССР удостоен звания Герой Советского Союза. Золотая Звезда № 6086 - Харчистов Виктор Владимирович, гвардии капитан, командир эскадрильи 153-го гвардейского истребительного авиационного полка 12-й гвардейской истребительной авиационной дивизии 1-го гвардейского штурмового авиационного корпуса 2-й воздушной армии 27 июня 1945 года Указом Президиума Верховного Совета СССР удостоен звания Герой Советского Союза. Золотая Звезда № 4840 - Чудбин Леонид Сергеевич, гвардии старший лейтенант, заместитель командира эскадрильи 153-го гвардейского истребительного авиационного полка 12-й гвардейской истребительной авиационной дивизии 1-го гвардейского штурмового авиационного корпуса 2-й воздушной армии 10 апреля 1945 года Указом Президиума Верховного Совета СССР удостоен звания Герой Советского Союза. Золотая Звезда № 6087 - Шаманский Анатолий Фёдорович, гвардии старший лейтенант, командир эскадрильи 156-го гвардейского истребительного авиационного полка 12-й гвардейской истребительной авиационной дивизии 1-го гвардейского штурмового авиационного корпуса 2-й воздушной армии 10 апреля 1945 года Указом Президиума Верховного Совета СССР удостоен звания Герой Советского Союза. Золотая Звезда № 6088 - Шевчук Василий Михайлович, гвардии майор, заместитель командира 152-го гвардейского истребительного авиационного полка 12-й гвардейской истребительной авиационной дивизии 1-го гвардейского штурмового авиационного корпуса 2-й воздушной армии 27 июня 1945 года Указом Президиума Верховного Совета СССР удостоен звания Герой Советского Союза. Золотая Звезда № 8638 - Шокуров Александр Алексеевич, гвардии старший лейтенант, заместитель командира эскадрильи 156-го гвардейского истребительного авиационного полка 12-й гвардейской истребительной авиационной дивизии 1-го гвардейского штурмового авиационного корпуса 2-й воздушной армии 27 июня 1945 года Указом Президиума Верховного Совета СССР удостоен звания Герой Советского Союза. Золотая Звезда № 4841 |

## Базирование
| Период            | Место базирования      |
| ----------------- | ---------------------- |
| 05.1945 — 07.1945 | Прага, Чехословакия    |
| 07.1945 — 06.1946 | Таполка, Венгрия       |
| 06.1946 — 04.1947 | Секешфехервар, Венгрия |